# Тайны и ложь
«Тайны и ложь» (англ. Secrets & Lies) — драматический кинофильм режиссёра Майка Ли, вышедший на экраны в 1996 году. Был крайне высоко принят мировой кинопрессой, удостоен множества наград, в том числе «Золотой пальмовой ветви» Каннского кинофестиваля.

## Сюжет
После смерти приёмной матери молодая темнокожая девушка Гортенс решает найти свою настоящую мать. Результат оказывается довольно неожиданным: её матерью оказывается белая женщина по имени Синтия Пёрли, ведущая безрадостную жизнь вместе со своей 21-летней дочерью. Вскоре Гортенс оказывается вовлечённой в тайны и ложь семейства Пёрли.

## В ролях
- Бренда Блетин — Синтия Роуз Пёрли
- Мэрианн Жан-Батист — Гортенс Камбербэтч
- Тимоти Сполл — Морис Пёрли
- Клэр Рашбрук — Роксан Пёрли
- Филлис Логан — Моника Пёрли
- Элизабет Беррингтон — Джейн
- Мишель Остин — Дион
- Ли Росс — Пол
- Лесли Мэнвилл — социальный работник
- Рон Кук — Стюарт
- Эмма Эймос — девушка со шрамом
- Питер Уайт — отец в семейной группе

## Анализ
Сценарий фильма, как и в случае других работ Майка Ли, во многом опирался на актёрскую импровизацию, что позволило добиться реалистичности в передаче чувств персонажей и их взаимоотношений. Так, первая встреча персонажей Бренды Блетин и Мэрианн Жан-Батист была и первой встречей этих актрис, так что их знакомство на экране было подлинным. 
Один из основных мотивов фильма — различие между видимостью и реальностью, воплощаемое в профессиях Мориса (персонаж Тимоти Сполла) и Гортенс (персонаж Жан-Батист). Будучи профессиональным фотографом, Морис специализируется на создании иллюзий, такой же иллюзией является и его собственная внешне счастливая жизнь. Гортенс, напротив, в силу профессии оптометриста стремится, чтобы люди отчётливее видели мир как он есть, поэтому её появление помогает всей семье увидеть правду о себе и близких.

## Положительное пикетирование
Фильм был поддержан «положительными пикетами» организации защиты прав взрослых усыновлённых детей «Нация бастардов» с целью обращения внимания общественности на секретность записей о рождении в США и Канаде. Режиссёр Майк Ли и актриса Бренда Блетин встретились с участниками пикета в Беверли Хиллз 10 марта 1997.

## Награды
- 1996 — три приза Каннского кинофестиваля: «Золотая пальмовая ветвь», приз экуменического жюри (оба — Майк Ли), приз за лучшую женскую роль (Бренда Блетин).
- 1996 — приз «Золотая лягушка» фестиваля кинооператорского искусства Camerimage (Дик Поуп).
- 1996 — номинация на премию Европейской киноакадемии за лучший фильм (Саймон Ченнинг-Уильямс).
- 1996 — попадание в десятку лучших фильмов по версии Национального совета кинокритиков США.
- 1997 — 5 номинаций на премию «Оскар»: лучший фильм (Саймон Ченнинг-Уильямс), лучший режиссёр (Майк Ли), лучший оригинальный сценарий (Майк Ли), лучшая женская роль (Бренда Блетин), лучшая женская роль второго плана (Мэрианн Жан-Батист).
- 1997 — премия «Золотой глобус» за лучшую женскую роль в драме (Бренда Блетин), а также две номинации: лучший фильм — драма, лучшая женская роль второго плана (Мэрианн Жан-Батист).
- 1997 — три премии BAFTA: лучший британский фильм (Саймон Ченнинг-Уильямс, Майк Ли), лучшая женская роль (Бренда Блетин), лучший оригинальный сценарий (Майк Ли), а также 4 номинации: лучший фильм (Саймон Ченнинг-Уильямс, Майк Ли), лучшая режиссура (Майк Ли), лучшая мужская роль (Тимоти Сполл), лучшая женская роль второго плана (Мэрианн Жан-Батист).
- 1997 — премия «Гойя» за лучший европейский фильм (Майк Ли).
- 1997 — премия «Независимый дух» за лучший зарубежный фильм (Майк Ли).
- 1997 — номинация на премию Гильдии киноактёров США за лучшую женскую роль (Бренда Блетин).
- 1997 — номинация на премию «Сезар» за лучший зарубежный фильм (Майк Ли).
- 1997 — номинация на премию Гильдии режиссёров США за лучшую режиссуру художественного фильма (Майк Ли).
- 1997 — номинация на премию Гильдии сценаристов США за лучший оригинальный сценарий (Майк Ли).